# Changhua (köpinghuvudort i Kina, Hainan Sheng, lat 19,33, long 108,68)
Changhua är en köpinghuvudort i Kina. Den ligger i provinsen Hainan, i den södra delen av landet, omkring 190 kilometer sydväst om provinshuvudstaden Haikou. Antalet invånare är 21 011. Befolkningen består av 9 665 kvinnor och 11 346 män. Barn under 15 år utgör 19,0 %, vuxna 15-64 år 70 %, och äldre över 65 år 10,0 %.
Runt Changhua är det ganska tätbefolkat, med 144 invånare per kvadratkilometer. Närmaste större samhälle är Sanjia, 12,8 km sydost om Changhua. Omgivningarna runt Changhua är en mosaik av jordbruksmark och naturlig växtlighet.
Genomsnittlig årsnederbörd är 1 630 millimeter. Den regnigaste månaden är juli, med i genomsnitt 279 mm nederbörd, och den torraste är februari, med 13 mm nederbörd.